# Jürgen Brinckmann
Jürgen Brinckmann (* 1. Juli 1939 in Lübeck) ist ein ehemaliger deutscher Fußballspieler und -trainer. Der Abwehrspieler kam für den VfB Lübeck unter anderem in der Oberliga Nord und Regionalliga Nord zum Einsatz und war nach seiner Spielerkarriere bei mehreren Vereinen aus dem Lübecker Raum als Trainer oder Jugendkoordinator tätig. Mit mehr als 500 Pflichtspielen ist er der Spieler mit den meisten Einsätzen in der Vereinsgeschichte des VfB Lübeck.

## Karriere

### Als Spieler
Brinckmann begann das Fußballspielen bei Lübeck 1876 und wechselte im Alter von 13 Jahren zur Schülermannschaft des VfB. 1958 schaffte er erstmals den Sprung in die Ligamannschaft des VfB, der er in den folgenden siebzehn Jahren durchgängig angehörte. Bereits früh etablierte sich der gebürtige Lübecker als Stammspieler in der Formation der Grün-Weißen. Insbesondere eine Systemumstellung unter Trainer Heinz Lucas – der Brinckmann fortan als Libero einsetzte – verschaffte ihm als  „Abwehrchef“ eine zunehmend wichtigere Rolle bei den Norddeutschen, mit denen er unter anderem mehrere Spielzeiten in der erstklassigen Oberliga Nord verbrachte und 1969 seinen größten Erfolg erreichte: Als Vizemeister hinter dem VfL Osnabrück durfte der VfB zum ersten und einzigen Mal an der Aufstiegsrunde zur Bundesliga teilnehmen, in welcher jedoch nur ein Punktgewinn erzielt werden konnte. Nachdem die Hansestädter auf eine Meldung zur 2. Fußball-Bundesliga verzichteten war er 1974/75 noch für ein Jahr in der viertklassigen Verbandsliga Schleswig-Holstein aktiv und absolvierte am 22. Juni 1975 mit dem Aufstiegsspiel beim VfB Peine sein letztes Pflichtspiel für die Ligamannschaft.
„Brincko“ absolvierte unter anderem 73 Spiele in der Oberliga und 307 Begegnungen in der Regionalliga für den VfB. Insgesamt kam er in seiner Spielerkarriere mehr als 700 Mal für den VfB zum Einsatz und ist mit 534 Pflichtspielen der Spieler mit den meisten Einsätzen in der Vereinsgeschichte der Grün-Weißen. 2010 wurde er von VfB-Anhängern in die „Legendenelf“ des Vereins gewählt und erhielt vom Vorstand im Jahr 2015 als bislang einziger VfB-Spieler die Auszeichnung als „Ehrenspielführer“.

### Als Offizieller
Nach seiner aktiven Spielerkarriere war er beim VfB Lübeck, dem FC Dornbreite sowie beim SC Stockelsdorf Trainer der jeweiligen ersten Herrenmannschaft und übernahm in den folgenden Jahrzehnten auch mehrfach das Traineramt bei verschiedenen Nachwuchsmannschaften des VfB. Der langjährige Jugend- und Nachwuchskoordinator der Grün-Weißen ist nach wie vor für den Verein tätig.

## Privates
Jürgen Brinckmann war mehr als vierzig Jahre lang als Prokurist für ein Lübecker Autohaus tätig. Er ist verheiratet und hat eine erwachsene Tochter sowie mehrere Enkelkinder. Seine Ehefrau Karin war in den 1980er-Jahren Schatzmeisterin des VfB und ist somit die erste Frau in der Vereinsgeschichte, die im Vorstand vertreten war.